# Canon de 75 antiaérien modèle 1913 et 1917
Les canons de 75 antiaérien Mle 1913, 1915 et 1917 furent conçus et fabriqués pour la lutte antiaérienne par Schneider et Cie au Creusot.
Ils furent utilisés par l'armée française pendant le premier et le second conflit mondial.

## Histoire
Les canons antiaériens Mle 1913, 1915  et 1917 sont des adaptations pour la lutte antiaérienne du canon de campagne de 75 mm Mle 1897.
La première variante, le Mle 1913, mise en service en 1914, est un automoteur monté sur camion. Les modèles 1915 et 1917 ne le seront pas.
Le canon de campagne de 75 mm sera aussi utilisé sur des supports antiaériens improvisés, ou simplement posté sur des remblais de terre ou des échafaudages pour le faire pointer vers le ciel.

## Utilisation allemande
De nombreux canons 75 mm ont été capturés par l'Allemagne après la défaite française en 1940.
Les armes en service dans l'armée allemande sont nommés :
- 7.5 cm FK 97 (f) - Il s'agit de canons modèle 1897 non modernisés. Certains ont été vendus aux satellites de l'Axe, certains ont été convertis en canons antichars 7,5 cm Pak 97/38 et d'autres ont été intégrés aux défenses mur de l'Atlantique[1].
- 7.5 cm Flak M.17/34(f) - Canons modèle 17/34 modernisés, utilisés comme canons anti-aériens[2].

## Galerie de photos

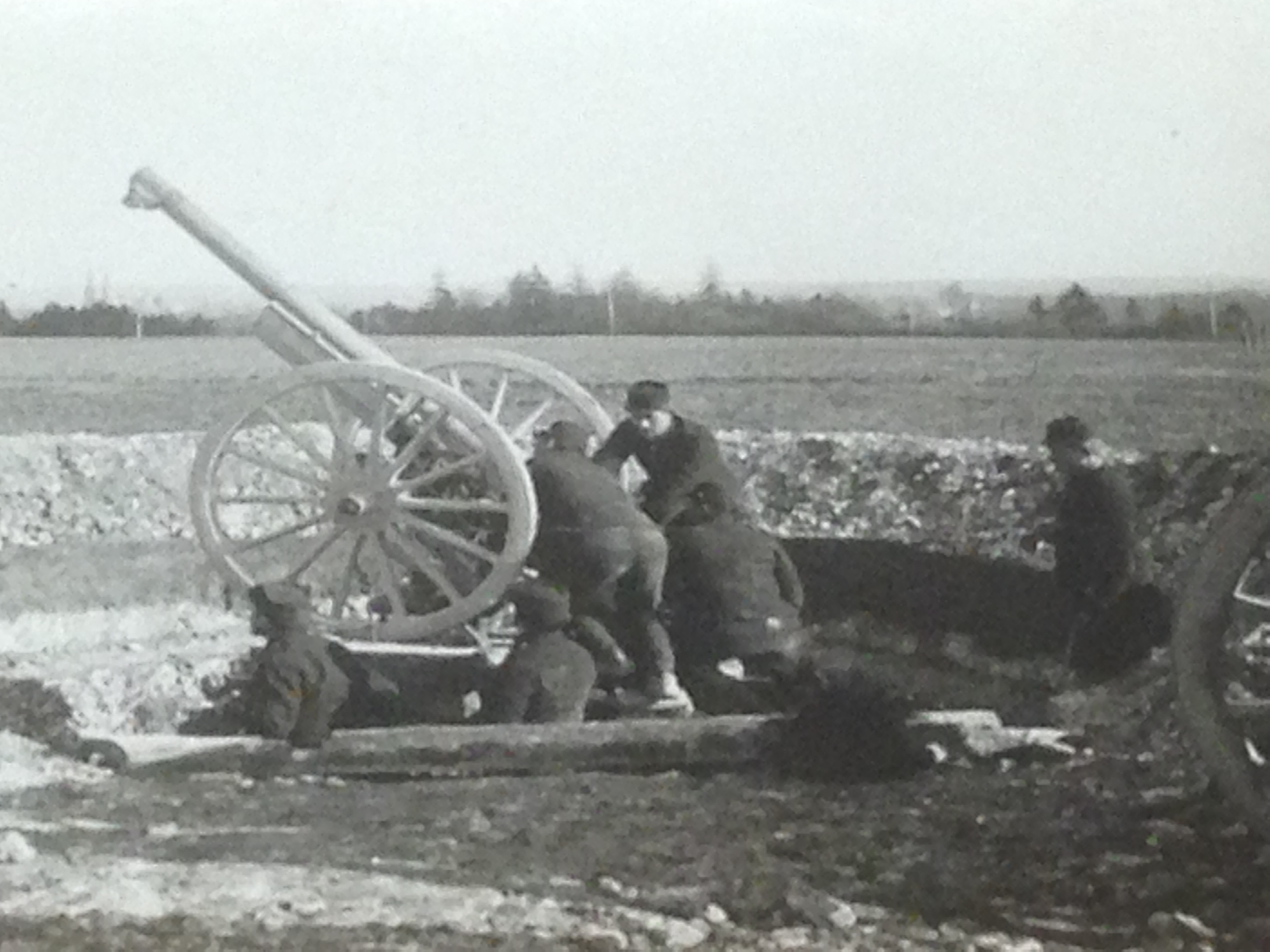
Un canon anti-aérien improvisé avec un modèle 1897 (Première Guerre mondiale)
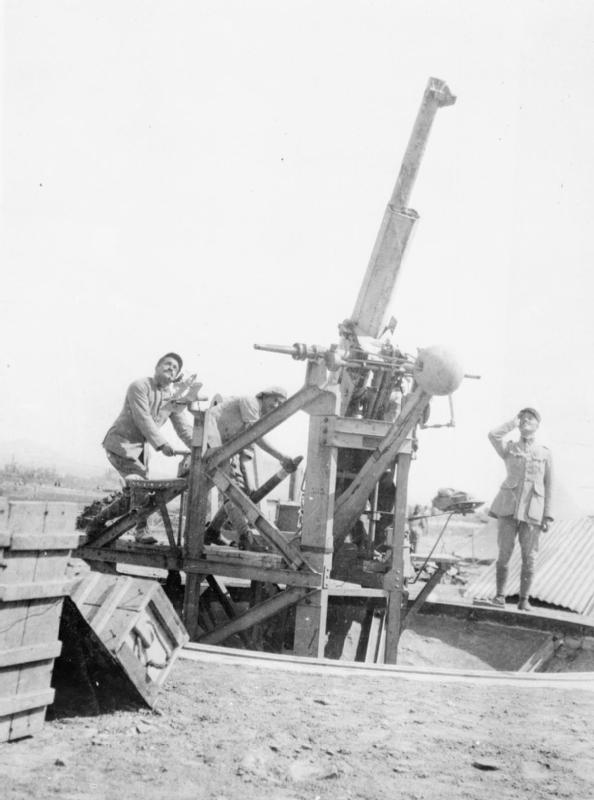
Un canon modèle 1915 à Thessalonique en 1917.
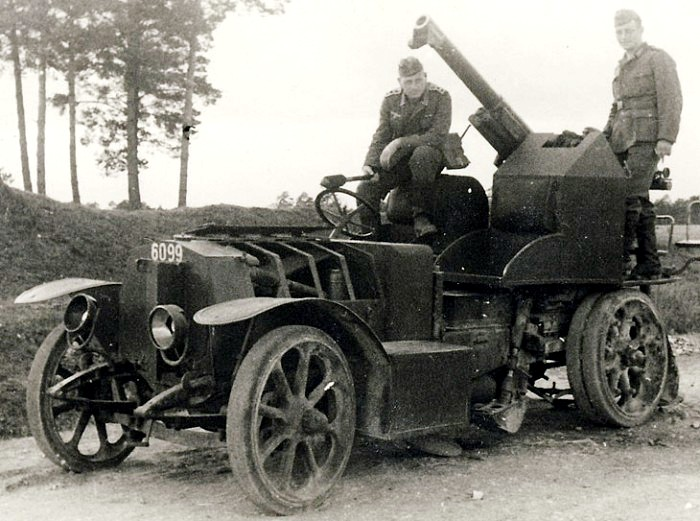
Un autocanon de Dion-Bouton capturé en Belgique ou en Pologne en 1939 ou 1940 par les troupes allemandes pendant la Seconde Guerre mondiale.
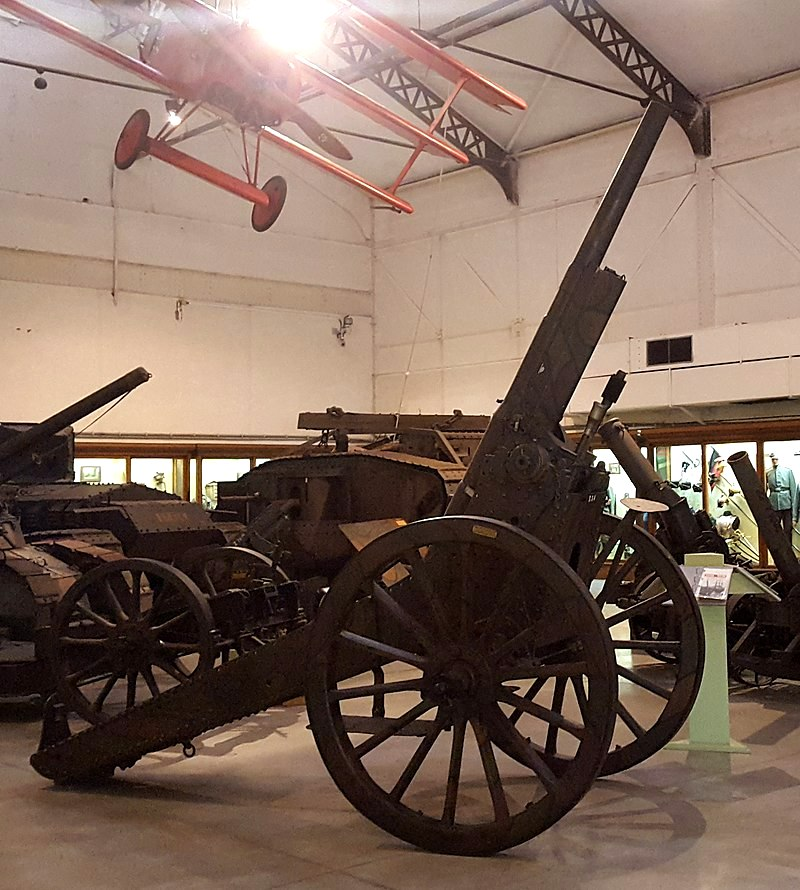
Un canon Krupp 7,7 cm FlaK L/35 AA au Musée royal de l'armée à Bruxelles.
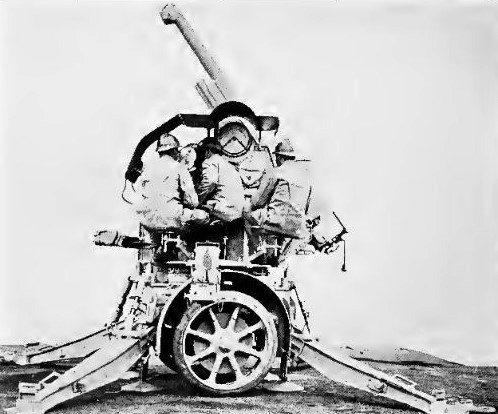
Canon de 75 mm antiaérien modèle 1917.